# Déphasage
 (juin 2016).
Si vous disposez d'ouvrages ou d'articles de référence ou si vous connaissez des sites web de qualité traitant du thème abordé ici, merci de compléter l'article en donnant les références utiles à sa vérifiabilité et en les liant à la section « Notes et références ».
Le déphasage entre deux ondes est la différence entre leurs phases. Souvent, on mesure cette différence de phases à un même instant pour les deux ondes, mais pas toujours au même endroit de l'espace.

## Mesure
Le déphasage entre deux ondes peut être exprimé, selon la mesure effectuée :
- comme un angle (en radians, degrés voire tours, en considérant un tour comme une période) ;
- comme un temps (en secondes, à comparer avec la période) ;
- comme une distance (en mètres, à comparer avec la longueur d'onde).

La notion de déphasage n'est pas limitée à des ondes sinusoïdales. On peut parler de déphasage pour tout type d'onde ou phénomène périodique. Pour les ondes ou les phénomènes qui n'ont pas la même période, la notion de déphasage n'a pas de sens. Pour un phénomène non périodique on ne peut parler que de décalage.

## Définition mathématique
Dans le cas de deux ondes sinusoïdales de même vitesse angulaire ω et nombre d'onde k, mais avec des phases initiales φ différentes, représentées mathématiquement par :
{\displaystyle y_{1}=A_{1}\cos(\omega t-kx_{1}+\varphi _{1})}
et
{\displaystyle y_{2}=A_{2}\cos(\omega t-kx_{2}+\varphi _{2})},
le déphasage Δφ à l'instant t est :
{\displaystyle \Delta \varphi =(\omega t-kx_{2}+\varphi _{2})-(\omega t-kx_{1}+\varphi _{1})=(-kx_{2}+\varphi _{2})-(-kx_{1}+\varphi _{1})=constante}.
Si Δφ est positif, l'onde 2 est en avance de phase par rapport à l'onde 1.
Si Δφ est négatif, l'onde 2 est en retard de phase par rapport à l'onde 1.
Lorsqu'on étudie les interférences entre plusieurs ondes, on identifie parfois ce déphasage à la différence de marche.

### Cas de pulsations distinctes
Dans le cas précédent, on a pu éliminer t de l'expression du déphasage parce que la pulsation était identique.
Deux ondes sinusoïdales quelconques sont représentées mathématiquement par :
{\displaystyle y_{1}=A_{1}\cos(\omega _{1}t+\varphi _{1})}
et
{\displaystyle y_{2}=A_{2}\cos(\omega _{2}t+\varphi _{2})},
(pour ne pas se poser la question du nombre d'onde, on l'inclut dans la phase initiale).
{\displaystyle \Delta \varphi =(\omega _{2}t+\varphi _{2})-(\omega _{1}t+\varphi _{1})}
Si les fréquences varient fortement (l'une est au moins double de l'autre), cela n'a aucun sens de définir un déphasage, car il varie autant que le signal lui-même. Mais si elles sont proches, on peut définir un déphasage qui évolue avec le temps. C'est le cas des battements.

## Déphasage réduit

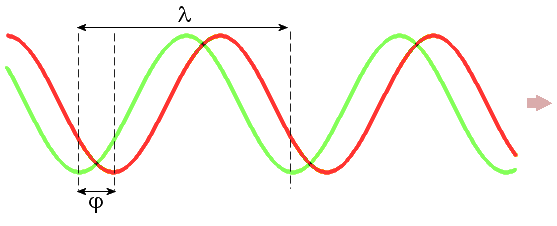
Deux ondes de même longueur d'onde présentent un déphasage.

Dans la plupart des cas d'ondes périodiques (comme une sinusoïde), comme le même motif est répété, l'intérêt du déphasage se limite à une période. On peut donc soustraire de {\displaystyle \scriptstyle {\Delta \varphi }} autant de périodes {\displaystyle \scriptstyle {2\pi }} que nécessaire pour obtenir un déphasage compris entre {\displaystyle \scriptstyle {-\pi }} et {\displaystyle \scriptstyle {+\pi }} ; de façon arbitraire, on dit qu'un déphasage négatif correspond à un retard de phase tandis qu'un déphasage positif correspond à une avance de phase. Toutefois, il convient de garder à l'esprit la réalité physique de cette avance ou de ce retard.
La valeur absolue de ce déphasage est ainsi exprimée en fonction du rapport de l'avance ou du retard {\displaystyle \tau } sur la période T : {\displaystyle \phi =\textstyle {2\pi {\frac {\tau }{T}}}}.
Sur le schéma ci-contre, on retrouve ces paramètres, la courbe rouge étant en retard sur la courbe verte : {\displaystyle \phi =\textstyle {2\pi {\frac {\varphi }{\lambda }}}}.

### Cas particuliers
Avec cette convention, si le déphasage réduit vaut {\displaystyle \scriptstyle {\phi }} on distingue trois cas particuliers :
- {\displaystyle {\phi =0}\,} les deux ondes sont en phase ;
- {\displaystyle {\phi =\pm \pi }} les deux ondes sont en opposition de phase soit un déphasage à 180°
- {\displaystyle {\phi =\pm \textstyle {\pi  \over 2}}} les deux ondes sont en quadrature soit un déphasage à 90°

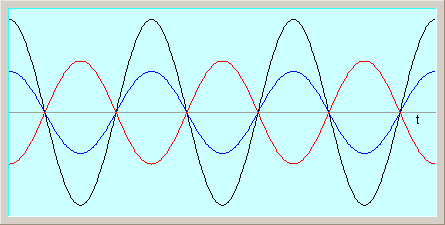
Si l'onde noire est prise comme référence, l'onde bleue est en phase et l'onde rouge est en opposition de phase.

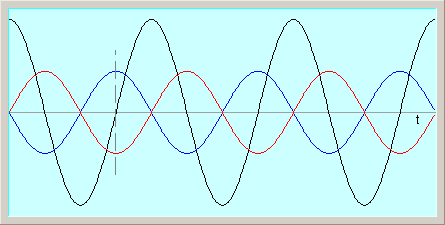
Si l'onde noire est prise comme référence, l'onde bleue est en avance de phase et en quadrature. L'onde rouge est en retard de phase et en quadrature.

## Avance et retard sur une représentation graphique

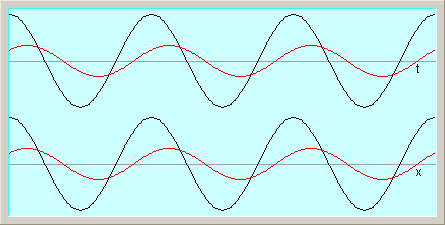
Le diagramme du haut est tracé en fonction du temps. Celui du bas est tracé en fonction de x.

Les deux diagrammes de droite représentent deux ondes (courbes rouge et noire), en fonction du temps (en haut) ou de l'espace (en bas). La similitude peut porter à confusion, il faut faire attention au sens de lecture :
- en haut, la position est invariante, les signaux sont dessinés de gauche à droite (t croissant) au fur et à mesure du temps. Dans ce cas, le signal rouge serait en retard par rapport au signal noir, le « sommet rouge » étant dessiné à droite du « sommet noir » ;

- en bas, le temps est invariant, les ondes sont « photographiées » sur une longueur : si l'onde se propage de gauche à droite (x croissant), en un point donné les ondes évolueront dans le temps comme si « on se déplaçait » de droite à gauche sur la courbe. Ainsi sur le graphe, c'est le signal noir cette fois qui serait en retard sur le rouge.

Il faut également faire attention à l'utilisation des termes avance et retard lors de la lecture d'un graphe, notamment si une onde est la conséquence physique d'une autre (les causes produisent les effets, pas l'inverse). En effet, une onde périodique en retard de plus de 270° par rapport à une autre sera lue comme en avance de 90° si l'on utilise mentalement le déphasage réduit.